# Pseudocopera ciliata
Pseudocopera ciliata – gatunek ważki z rodziny pióronogowatych (Platycnemididae). Występuje w orientalnej Azji.